# ريتشارد رايت (موسيقي)
ريتشارد وليم رايت (بالإنجليزية: Richard William "Rick" Wright)‏ كان موسيقي إنجليزي، ملحن، مغني وكاتب أغاني، وهو معروف بسيرته المهنية مع بينك فلويد.

## روابط خارجية
- ريتشارد رايت على موقع IMDb (الإنجليزية)
- ريتشارد رايت على موقع ميوزك برينز (الإنجليزية)
- ريتشارد رايت على موقع قاعدة بيانات برودواي على الإنترنت (الإنجليزية)
- ريتشارد رايت على موقع إن إن دي بي (الإنجليزية)
- ريتشارد رايت على موقع أول ميوزيك (الإنجليزية)
- ريتشارد رايت على موقع ديسكوغز (الإنجليزية)
- ريتشارد رايت على موقع قاعدة بيانات الفيلم (الإنجليزية)